# Maiorchino
Il Maiorchino (in siciliano Maiurchinu) è un formaggio siciliano prodotto in provincia di Messina con latte di pecora intero in forme di circa 10/12 kg. La zona di produzione comprende il versante nord dei monti Peloritani in provincia di Messina, più precisamente i comuni di Novara di Sicilia, Mazzarrà Sant'Andrea, Basicò, Tripi, Fondachelli-Fantina, Montalbano Elicona e Santa Lucia del Mela.
Il Maiorchino rientra nell'elenco dei prodotti agroalimentari tradizionali (PAT) stilato dal Ministero delle politiche agricole alimentari e forestali (MIPAAF); quello prodotto a Novara di Sicilia ha ottenuto lo stesso riconoscimento singolarmente come Maiorchino di Novara di Sicilia.

## Caratteristiche
La sua forma, alta circa 12 cm con un diametro di 35 cm ha una crosta di colore ambrata tendente al marrone per i formaggi più stagionati, la pasta interna è giallo paglierino ed ha una consistenza compatta. Nonostante sia un pecorino il sapore è delicato e tende al piccante all'aumentare della stagionatura.

## Produzione
Il maiorchino è prodotto secondo tecniche tradizionali.

### Cagliata e pressatura
Il latte viene fatto coagulare a 39 °C con il caglio di agnello e/o capretto. Una volta rotta la cagliata si riscalda fino a circa 60 °C. Successivamente si raccoglie la cagliata che viene messa in una fascera (in siciliano garbua) e stoccata su un piano (detto mastrello). In questa fase la pasta viene bucherellata con un'asta di legno (detta minacino) per spurgare il siero durante la pressatura nella fascera di legno.

### Salatura
Il giorno successivo il Maiorchino viene tolto dalla fascera e posto a stagionare su ripiani di legno di noce. La fase successiva è la salatura, che comincia due giorni dopo e che prosegue per quasi un mese utilizzando sale marino grosso.

### Stagionatura
Durante i primi due mesi le forme vengono continuamente pulite, strofinate e rivoltate. Dal 3º mese in poi il Maiorchino viene trattato con olio di oliva siciliano. La stagionatura si ritiene completa all'ottavo mese, ma può proseguire anche oltre.
La stagionatura tradizionalmente avviene in antiche costruzioni di pietra localmente conosciute come interrati.